# Чипајени (Муреш)
Чипајени (рум. Cipăieni) насеље је у Румунији у округу Муреш у општини Санђер. Oпштина се налази на надморској висини од 331 m.

## Становништво
Према подацима из 2002. године у насељу је живело 817 становника.

### Попис2002.
| Расподела становништва по националности 2002.‍ | Расподела становништва по националности 2002.‍ | Расподела становништва по националности 2002.‍ | Расподела становништва по националности 2002.‍ | Расподела становништва по националности 2002.‍ |
| --------------------------------------------- | --------------------------------------------- | --------------------------------------------- | --------------------------------------------- | --------------------------------------------- |
|                                               |                                               |                                               |                                               |                                               |
| Румуни                                        | Румуни                                        |                                               | 785                                           | 96,1%                                         |
| Мађари                                        | Мађари                                        |                                               | 7                                             | 0,9%                                          |
| Роми                                          | Роми                                          |                                               | 25                                            | 3,1%                                          |